# 김일경 (1662년)
김일경(金一鏡, 1662년 ~ 1724년 12월 8일)은 조선후기의 문신, 성리학자 정치인이다. 자는 일감 또는 인감(一鑑,人鑑), 호는 아계(丫溪)이고, 본관은 광산(匡山)이다. 1687년 사마양시에 합격한 뒤 1699년과 1702년 그리고 1707년에 세 번 과거에 급제하고 정언(正言), 사헌부감찰(司憲府監察) 등을 거쳐 세자 시강원 문학(世子侍講院文學)으로 오랫동안 세자인 세자 균(후일의 경종)을 가르쳤다. 숙종 때, 소론으로서 동부 승지가 되었으나 집권층인 노론에 의해 부사과로 전직하게 된다. 이후 그는 소론의 강경파 노선을 걷게 된다.
경종 즉위 후 이조참판, 대사헌, 형조판서 등을 지냈으며 노론의 연잉군 왕세제 책봉을 반대하였다. 그러나 연잉군이 왕세제가 되고 노론의 주도로 대리청정을 추진하려 하자 이를 강력 반대하여 무산시켰다. 뒤이어 노론계열 인사 목호룡을 소론으로 전향시킨 뒤 임인옥사를 주관하여 노론계 인사들을 숙청하였다.
1724년 왕세제가 영조로 즉위하자 노론의 재집권 이후 노론 4대신을 비롯한 노론계 인사들의 처형에 개입했다는 이유로 영조 즉위 후에 유배되었다. 이어 임인옥사에 대한 보복으로 목호룡과 함께 잡혀 고문당했지만 끝까지 영조에게 불복, 공모자들의 이름을 자백하지 않고 처형당했다. 그는 경종이 의문의 독살을 당했다고 굳게 확신하였다. 영조가 경종을 독살했다고 믿은 그는 영조에게 “시원하게 나를 죽이라”고 맞섰다. 경종 사후 노론이 지지하는 연잉군이 영조로 즉위하면서 가장 먼저 사형됐던 인물이다. 후에 1908년(융희 2년) 순종의 즉위와 함께 신원되었다. 그의 문집은 대한제국이 멸망하고 1963년에 와서야 처음 간행된다. 김장생, 김집 부자의 방계 후손이다.

## 생애

### 생애 초반

#### 출생과 가계
김일경은 1662년 한성부에서 출생했다. 호는 아계(丫溪)이다. 아버지는 생원 김하중(金夏重)이며 통덕랑을 지낸 숙부 김여중(金呂重)의 양자가 되었다. 본래 그의 집안은 서인(西人)의 명문으로, 서인이 노론과 소론으로 분당하기 전의 서인의 거두였던 김장생, 김집 부자는 그의 방계 선조였다.
그의 5대조 서윤 김복휘(金復輝)는 김장생의 아버지인 황강 김계휘, 김은휘 형제의 사촌이었고, 인경왕후와 김익훈, 김만중 등을 배출한 그의 일가들은 노론의 명문가를 형성하기도 했다. 그러나 숙종 말기에 노론, 소론 분당 시 그의 직계는 소론을 선택하였다. 1687년(숙종 13년) 생원시에 합격하고 그해 다시 진사시에도 합격하여 생원, 진사가 되었다.

#### 과거 급제
1699년 과거에 급제하고, 1702년에 과거에 다시 급제하여 정언(正言), 사헌부감찰 등을 역임하고 세자 시강원 문학(世子侍講院文學)으로 오랫동안 세자인 세자 균(후일의 경종)을 보도하였다. 사헌부 지평등을 역임하였다. 1707년 문과 중시(文科重試)에 장원으로 급제하여 장례원판결사(判決事)에 특진되었고, 1710년 소론으로서 동부 승지가 되었으나 주류였던 노론에 의해 부사과(副司果)로 전직하게 된다. 이후 그는 소론의 강경파 노선을 걷게 된다.
1710년 숙종이 이이명과 독대하자, 사관을 출입시키지 않고 비밀리에 만난 것은 잘못이라고 지적하였다. 1720년, 소론이 뒷받침하던 경종이 즉위하자 다시 동부 승지가 되었다. 이듬해 노론 정권은 집권 연장을 위해 연잉군(후에 영조)을 세제로 책봉하게 한 뒤 경종의 병약함을 이유로 대리청정을 실시하려 하자, 이조참판으로서 소론의 영수 조태구 등과 함께 이를 반대하여 대리청정을 취소하게 하였다. 또 이진유·윤성시 등과 함께 노론 4대신을 탄핵하여 귀양가게 한 다음, 소론 정권을 수립하였다.

### 정치 활동

#### 노론과의 갈등
경종 즉위 직후 이조참판이 되었다. 곧 경종이 병약하여 후사 문제가 불거지자 그는 종친의 자제 중 양자를 들이려는 선의왕후의 뜻을 지지하였다. 그런데 노론은 연잉군 금(延礽君 昑, 후일의 영조)의 왕세제(世弟) 책봉을 건의하여 책봉케하여 선의왕후의 뜻은 무산되었다. 이어 노론은 경종의 병약함을 이유로 세제의 대리청정을 실시하게 하자 그는 이조참판으로서 소론의 영수인 조태구(趙泰耉) 등과 함께 이를 택군이라며 강하게 반대하여 대리청정을 취소하게 하였다.
그 해 김일경은 이진유(李眞儒), 윤성시(尹聖時) 등과 함께 경종이 병을 앓지 않고 있으며 손수 국사를 처리할 수 있는데도 노론 4대신(老論四大臣)들이 다른 마음을 품고 세제에게 대리청정하게 한 일은 나라를 망칠 죄과라고 탄핵하여 사대신인 김창집(金昌集), 이이명(李頤命), 조태채(趙泰采), 이건명(李健命) 등을 비롯한 노론 중신들에 대한 공격 여론을 주도, 이들을 유배, 위리안치(圍籬安置)하게 하였다. 이후 소론정권을 수립하여 노론 탄압에 앞장섰다.

#### 소론 강경파 활동
1720년말 홍문관 제학(弘文館提學)이 되었다. 이후 1722년(경종 2) 사헌부 대사헌으로 발탁되었다가 특별히 형조판서가 되었다. 1722년(경종 2) 당시 노론의 일원이자 연잉군의 측근인 목호룡(睦虎龍)을 설득, 매수하여 소론으로 전향하게 했다. 그는 1710년에 있었던 숙종의 이이명 독대를 비판하였다. 이어 연잉군 추대 음모를 목호룡은 백망(白望)·정인중(鄭麟重) 등과 뜻을 모아 경종의 시해와 이이명이 추대 음모에 가담했다고 고변 하였다. 이 사건을 계기로 옥사가 일어나자 그는 유배중이던 노론 4대신들의 공격을 주도하였고, 4대신은 모두 사사당하였으며 노론 당원 상당수가 투옥, 물고(物故) 또는 추방되었다.
소론 강경파이던 그는 경종 원년(1721) 12월 경종의 왕권을 위협하는 노론 사대신을 사흉(四凶)이라고 공격하는 신축소를 올려 소론이 정권을 장악하는 신축환국(辛丑換局)을 달성한 주역이었다. 영조가 경종을 독살했다고 믿은 그는 영조에게 “시원하게 나를 죽이라”고 맞섰다. <영조실록>의 사관이 “김일경은 공초(供招)를 바칠 때 말마다 반드시 선왕의 충신이라 하고 반드시 ‘나’(吾)라고 했으며 ‘저’(矣身)라고 하지 않았다”(<영조실록> 즉위년 12월8일)라고 부기할 정도로 영조를 부인했다. 경종에게는 사육신 못지않은 충신이던 그는 영조에게는 역적이 되어 부대시처참(不待時處斬)됐다.

#### 경종의 치세와 몰락
1722년 목호룡의 고변 과정에서 중요한 역할을 한 것으로 보인다. 목호룡의 고변은 백망·정인중 등과 뜻을 모아 경종을 시해하려 했다고 고변한 것이다. 이 일이 무고인지 아닌지는 현재로서는 알 수 없다. 증언 중에서 신빙성있는 진술도 있었는데 궁녀와 내관이 결탁하고 김성절은 장씨성역관이 독약을 사와서 김 씨성의 궁인에게 전해서 경종에게 시험했으나 토해서 실패했다고 진술한 점과 훗날 영조도 서덕수가 자신을 위해 일을 도모하고 있다고 말하는등 실제 경종을 시해하려는 모종의 음모가 있었던 것은 사실로 보인다. 이로써 신임옥사가 일어나 유배중이던 노론의 4대신이 죽음을 당했으며, 노론당원 상당수가 투옥, 물고(物故)·추방되었다. 벼슬은 의정부우참찬(右參贊), 이조참판, 이조판서, 양관 대제학(兩館大提學)을 지냈다.
* 양관대제학을 지냈다는 기록은 김도화의 김일경 행장 기록이고 승정원일기에 홍문관 제학을 지냈다고 기록 됨.

### 유배와 최후
다시 우참찬이 되었다가 1724년 경종이 죽고 영조가 즉위하자 노론의 재집권으로 유배되었다가 신임옥사를 이끌 당시에 영조에 대한 불경죄를 이유로 왕의 심문을 받고 참형당하였다. 청주의 유생인 송재후(宋載厚)의 상소를 발단으로, 신임사화가 무고로 조작된 것이라는 노론의 집중적인 탄핵을 받고 의금부에 투옥되었다. 이에 그는 영조의 친국(親鞫)을 받았다. 그러나 영조가 경종을 독살했다고 믿은 그는 영조에게 “시원하게 나를 죽이라”고 맞섰다. 그해 12월 8일 공모자를 밝히지 않고 거리에서 능지처참형을 받고 죽었다. 저서로는 《아계문집》등이 있다.
1725년 1월 노론계의 공격으로 그의 처자에게도 연좌제가 적용되었다. 1728년 경종 독살설을 근거로 이인좌의 난이 일어났고 영조는 그의 남은 가까운 친척들 마저 사형에 처한다.

### 사후
연좌된 그의 자식들도 절멸됐다. 게다가 영조 31년 나주벽서 사건이 일어나자 김일경의 아들 중에 혹시 살아남은 자가 있을지 모르니 찾아서 처단하라는 왕명이 내려지고, “역적 김일경의 종손 가운데 성명을 바꾸고 중이 된 자가 있다”는 정보가 있자 발본색원을 지시할 정도로 김일경의 후손은 영조·노론과는 한 하늘 아래서 살 수 없던 처지였다. 그리고 왕조가 멸망할 때까지 아주 짧은 시기를 제외하고는 노론이 계속 집권했기 때문에 김일경은 신원될 수도 없었다. 정조 즉위 후에도 영조의 정통성을 부정했다는 점 때문에 복권되지 못하였다.
1907년(융희 1년) 이후 후손의 여러번의 복권 상소로 1908년 4월 복권되었다.
1908년(융희 2년) 4월 30일에야 후손의 건의로 복권되었다. 1908년(융희 2년) 1월 후손의 건의로 작위와 시호가 회복되었다.
1908년 4월 죄적에서 삭제되고 명예회복되었다. 그는 1910년 대한제국이 멸망할 때까지도 금기시되다가 멸망 이후부터 그에 대한 연구가 계속되었다. 그의 시문집인 아계집은 1963년에 가서야 9대손 김윤중(金允中) 등에 의해 간행되었다.

## 저서
- 《아계집》

## 가족 관계
- 고조부 : 김태생(金泰生)
  - 증조부 : 김계(金棨)
    - 조부 : 김익렴(金益廉)
    - 조모 : 함양여씨, 여이재(呂爾載)의 딸
      - 숙부 : 김귀중(金龜重)
      - 양아버지 : 김여중(金呂重) - 숙부
      - 양어머니 : 여흥민씨, 민소(閔沼)의 딸 - 숙부
      - 친아버지 : 김하중(金夏重)
        - 형님 : 김수경(金壽鏡)
        - 동생 : 김구경(金九鏡)
        - 동생 : 김철경(金哲鏡)
        - 동생 : 김상경(金相鏡)
        - 부인 : 전주이씨, 이명하(李鳴夏)의 딸
        - 부인 : 이씨, 이세신(李世藎)의 딸

## 기타
그의 후손들은 영조 즉위 후 이인좌의 난과 나주 괘서 사건 당시 대부분 몰살되었다. 그러나 후손 중 한 명이 우여곡절 끝에 살아남아 20세기까지 명맥을 이어왔다.

## 같이 보기
| - 목호룡 - 이인좌의 난 - 경종 독살설 - 목호룡의 고변 - 연잉군 - 소론 - 윤증 - 이광좌 - 유봉휘 | - 조태억 - 조태구 - 최석항 - 김춘택 - 김익훈 |

## 김일경을 연기한 배우
- 이진우 - 1998년, 《대왕의 길》 MBC 텔레비전 드라마
- 이기영 - 2016년, 《대박 (드라마)》 SBS 텔레비전 드라마